# Вишлёв, Олег Викторович
Олег Викторович Вишлёв (род. 16 сентября 1954, пос. Любино, Омская область, СССР) — советский и российский историк, специалист по истории Германии и советско-германских отношений. Кандидат исторических наук. Один из авторов «Большой Российской энциклопедии».

## Очерк биографии и научной деятельности
Родился 16 сентября 1954 года в посёлке Любино Омской области.
В 1971—1973 годах учился в Новосибирском высшем военно-политическом общевойсковом училище. В 1978 году окончил исторический факультет Московского государственного университета, в 1981 году — аспирантуру Института всеобщей истории АН СССР. В 1983 году защитил диссертацию на соискание учёной степени кандидата исторических наук по теме «Эволюция социально-экономической программы Свободной демократической партии ФРГ (1948—1971 гг.)».
В 1985—1991 годах учёный секретарь, одновременно в 1988—1991 годах заместитель руководителя Центра по изучению германской истории Института всеобщей истории АН СССР, в 1986—1990 годах учёный секретарь Комиссии историков СССР и ГДР, член Центрального правления Общества СССР — ФРГ. В 1991—2002 годах старший научный сотрудник Института всеобщей истории РАН. В 1990-е годы (с 1991) стипендиат Фонда Александра фон Гумбольдта, вёл научную работу в Политическом архиве Министерства иностранных дел Германии и Политологическом семинаре Боннского университета. В 2000 году работал в Мемориальном центре «Германское Сопротивление» в Берлине.
По результатам изучения германских архивных фондов ввёл в научный оборот большое число новых документов, чем оказал влияние на развитие в России научной и общественно-политической дискуссии по ключевым проблемам советско-германских отношений накануне Великой Отечественной войны 1941—1945 годов и по ряду других вопросов. Около 30 научных статей ведущих германских историков опубликованы в его переводе на русский язык на страницах отечественных академических изданий.
В 2002—2015 годах научный редактор, старший научный редактор, заведующий (с 2005 года) Редакцией всеобщей истории, шеф-редактор (с 2008 года) научного издательства «Большая Российская энциклопедия».
Автор монографий и свыше 50 статей, напечатанных в научных сборниках и журналах (на русском и немецком языках). Более 200 авторских статей опубликованы в «Большой Российской энциклопедии».
Научный редактор изданной по заданию Администрации Президента России переписки Б. Н. Ельцина с руководителями зарубежных государств и международных организаций.

## Научные труды

### Монографии
- Накануне 22 июня 1941 года. Документальные очерки. — М.: Наука, 2001. — 230 с. ISBN 5-02-008725-4.
- Сталин и Гитлер. Кто кого обманул. — М.: Эксмо, 2010. — 275 c. ISBN 978-5-699-44168-6[3].

### Статьи
на русском языке
- Почему медлил И. В. Сталин в 1941 г.? (Из германских архивов) // Новая и новейшая история, 1992, № 1, с. 86-100 (электронная версия); № 2, с. 70-96. (электронная версия).
- О подлинности «протоколов Политбюро ВКП(б)», хранящихся в зарубежных архивах // Новая и новейшая история, 1993, № 6, с. 51-56.
- Была ли оппозиция «германской политике» Сталина накануне 22 июня 1941 г.? (По документам германских архивов) // Новая и новейшая история, 1994, № 4/5, с. 242—253.
- «…Может быть, вопрос еще уладится мирным путем». (Советско-германские отношения накануне 22 июня 1941 г. Из германских архивов) // Вторая мировая война: актуальные проблемы. К 50-летию Победы. М.: Наука, 1995, с. 39-53. — ISBN 5-02-009631-8.
- «Краковский протокол» 1940 г. Было ли «антипольское соглашение» между НКВД и гестапо? Из германских архивов // Новая и новейшая история, 1995, № 5, с. 104—112.
- «Велико было желание оттянуть войну…». (О причинах просчета Сталина накануне 22 июня 1941 г.) // Осмысление истории. М.: Просвещение, 1996, с. 91-112. — ISBN 5-09-006741-4.
- Маскировка гитлеровской Германией планов нападения на СССР (из дневника Геббельса) // Новые документы по новейшей истории. М.: Просвещение, 1996, с. 217—221. — ISBN 5-09-0006740-6.
- Генерал Власов в планах гитлеровских спецслужб. (Из германских архивов) // Новая и новейшая история, 1996, № 4, с. 130—146.
- К вопросу о характере советско-германских отношений 1939—1941 гг. // Россия и Германия. Вып. 1. М.: Наука, 1998, с. 337—349. — ISBN 5-02-009744-6.
- Речь И. В. Сталина 5 мая 1941 г. (российские документы) // Новая и новейшая история, 1998, № 4, с. 77-89. (электронная версия)
- Западные версии высказываний И. В. Сталина 5 мая 1941 г. (по материалам германских архивов) // Новая и новейшая история, 1999, № 1, с. 93-115.
- Дезинформационная политика Гитлера накануне нападения на СССР // Россия: ХХI. Общественно-политический и научный журнал, 2001, № 3, с. 96-113.
- Просчет Сталина // Мир истории, 2001, № 3, с. 41-50.
- Восток Европы перед Второй мировой войной: проблемы и противоречия // Международная жизнь, 2019, № 6, с.114-121. (электронная версия)
- Март — июнь 1939 года. Политика держав и тайные американо-германские контакты. По материалам германских архивов // Новая и новейшая история, 2019, № 4, с. 123—143.
- «Бастион Европы»: к вопросу об идеологии и программных целях украинского национализма // Международная жизнь, 2020, № 2, с. 96-115. (электронная версия)
- 1941 год: Дезинформационная операция нацистской Германии по маскировке подготовки нападения на СССР // Международная жизнь, 2021, № 4. (электронная версия)
- Германское посольство в Москве: март — июнь 1941 года. Документальный очерк // Международная жизнь, 2021, № 7. (электронная версия)
- «Лев революции» в контексте «Странной войны» // Международная жизнь, 2021, № 12. (электронная версия)
- «Прибалтийское направление: весна — лето 1939 года. Документальные очерки» // Международная жизнь, 2023, № 6. (электронная версия)

на русском языке в БРЭ
- Бавария / Вишлёв О. В. // Анкилоз — Банка [Электронный ресурс]. — 2005. — С. 626—627. — (Большая российская энциклопедия : [в 35 т.] / гл. ред. Ю. С. Осипов ; 2004—2017, т. 2). — ISBN 5-85270-330-3.
- Германия / В. Н. Стрелецкий (Общие сведения, Население, Хозяйство), Б. А. Страшун (Государственный строй), Э. П. Романова (Природа), А. Ф. Лимонов (геологическое строение и полезные ископаемые), И. О. Гавритухин, Л. А. Голофаст (археология), В. М. Володарский (история до 1648), А. Г. Матвеева (1648–1913), О. В. Вишлёв (с 1914), В. В. Горбачёв (Вооружённые силы), В. С. Нечаев (Здравоохранение), В. И. Линдер (Спорт), Л. И. Писарева (Образование. Учреждения науки и культуры), А. Г. Матвеева (Средства массовой информации), П. П. Гайденко (Философия), А. В. Белобратов (Литература), А. М. Муратов (Архитектура и изобразительное искусство), О. Т. Леонтьева, В. П. Демидов (Музыка), И. В. Холмогорова (Театр), Е. Я. Суриц (Танец), В. В. Виноградов (Кино), В. В. Кошкин (Цирк) // Восьмеричный путь — Германцы. — М. : Большая российская энциклопедия, 2006. — С. 686—748. — (Большая российская энциклопедия : [в 35 т.] / гл. ред. Ю. С. Осипов ; 2004—2017, т. 6). — ISBN 5-85270-335-4.
- Бисмарк : [арх. 21 октября 2022] / Вишлёв О. В. // «Банкетная кампания» 1904 — Большой Иргиз [Электронный ресурс]. — 2005. — С. 556—557. — (Большая российская энциклопедия : [в 35 т.] / гл. ред. Ю. С. Осипов ; 2004—2017, т. 3). — ISBN 5-85270-331-1.
- Гинденбург / Вишлёв О. В. // Гермафродит — Григорьев [Электронный ресурс]. — 2007. — С. 141. — (Большая российская энциклопедия : [в 35 т.] / гл. ред. Ю. С. Осипов ; 2004—2017, т. 7). — ISBN 978-5-85270-337-8.
- Денацификация : [арх. 2 декабря 2022] / Вишлёв О. В. // Григорьев — Динамика [Электронный ресурс]. — 2007. — С. 524. — (Большая российская энциклопедия : [в 35 т.] / гл. ред. Ю. С. Осипов ; 2004—2017, т. 8). — ISBN 978-5-85270-338-5.
- Национал-социалистическая немецкая рабочая партия : [арх. 22 марта 2023] / Вишлёв О. В. // Нанонаука — Николай Кавасила [Электронный ресурс]. — 2013. — С. 178—179. — (Большая российская энциклопедия : [в 35 т.] / гл. ред. Ю. С. Осипов ; 2004—2017, т. 22). — ISBN 978-5-85270-358-3.
- Нюрнбергские законы : [арх. 21 октября 2022] / Вишлёв О. В. // Николай Кузанский — Океан [Электронный ресурс]. — 2013. — С. 450—451. — (Большая российская энциклопедия : [в 35 т.] / гл. ред. Ю. С. Осипов ; 2004—2017, т. 23). — ISBN 978-5-85270-360-6.
- Пакты о взаимопомощи 1939 : [арх. 18 октября 2022] / Вишлёв О. В., Сахаров Н. А. // П — Пертурбационная функция [Электронный ресурс]. — 2014. — С. 92—93. — (Большая российская энциклопедия : [в 35 т.] / гл. ред. Ю. С. Осипов ; 2004—2017, т. 25). — ISBN 978-5-85270-362-0.
- Поход Красной Армии 1939 : [арх. 22 сентября 2022] / Вишлёв О. В. // Полупроводники — Пустыня [Электронный ресурс]. — 2015. — С. 301—303. — (Большая российская энциклопедия : [в 35 т.] / гл. ред. Ю. С. Осипов ; 2004—2017, т. 27). — ISBN 978-5-85270-364-4.

на немецком языке
- (Vishlov) Beschwichtigung der Aggressoren: das Wesen und die Lehren // Zeitschrift für Geschichtswissenschaft. Berlin, 1990, Jg. 38, H. 1, S. 21-26.
- (Wischljow) Am Vorabend des 22. Juni 1941 // Deutsch-russische Zeitenwende: Krieg und Frieden 1941—1995. Baden-Baden: Nomos, 1995, S. 91-152. — ISBN 3-7890-3683-8.
- (Wischljow) «Ein Unterpfand des Sieges»… und der Niederlage — Zur Militärstrategie des nationalsozialistischen Deutschlands im Zweiten Weltkrieg // Deutsche Umbrüche im 20. Jahrhundert. Köln, Weimar, Wien: Böhlau Verlag, 2000, S. 353—362. — ISBN 3-412-08500-6.
- (Wischljow) Zu militärischen Absichten und Plänen der UdSSR im Sommer 1941 // «Wir sind die Herren dieses Landes». Ursachen, Verlauf und Folgen des deutschen Überfalls auf die Sowjetunion. Hamburg: VSA-Verlag, 2002, S. 44-54. — ISBN 3-87975-876-X.